# Neurotriquinis
Els neurotriquinis (Neurotrichini) són una tribu de tàlpids de la subfamília dels talpins. La tribu conté cinc espècies repartides en dos gèneres, de les quals quatre estan extintes i l'única de vivent és el talp musaranya nord-americà (Neurotrichus gibbsii).
S'han trobat fòssils de N. colombianus a Oregon (EUA), mentre que els fòssils de N. minor i N. polonicus han estat trobats a Polònia. Les espècies prehistòriques poloneses són més recents en el registre fòssil que l'americana.
D'altra banda, els fòssils de Quyania chowi provenen del Miocè superior i Pliocè inferior del nord de la Xina.